# Synoecetes festivus
Synoecetes festivus är en stekelart som först beskrevs av Cresson 1864.  Synoecetes festivus ingår i släktet Synoecetes och familjen brokparasitsteklar. Inga underarter finns listade i Catalogue of Life.